# Alcalde de Londres

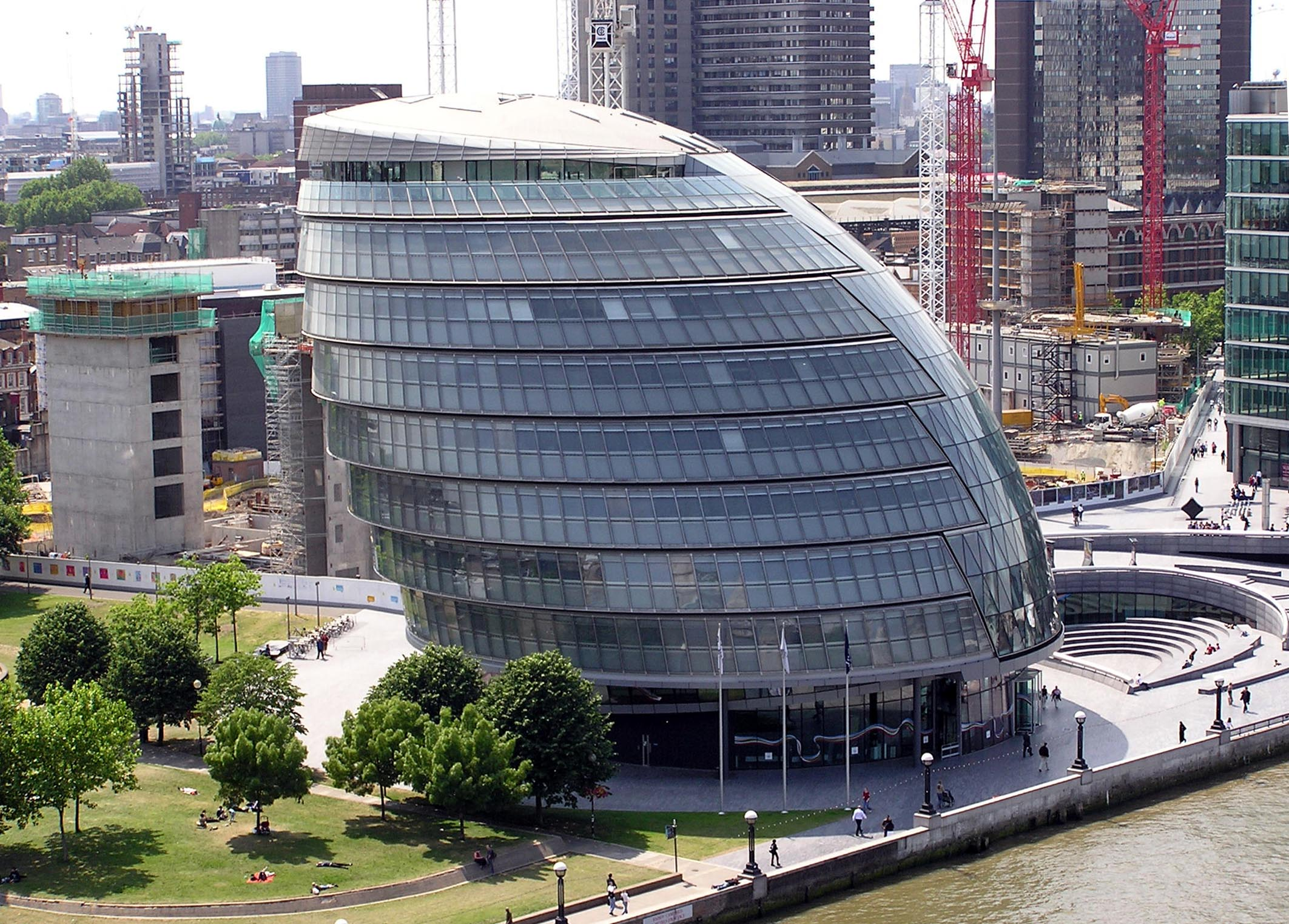
El Ayuntamiento de Londres, en las orillas del Támesis, junto al Tower Bridge.

El alcalde de Londres es el máximo dirigente de la Autoridad del Gran Londres y es junto con los 25 miembros de la Asamblea de Londres, el responsable de la política de gobierno en la ciudad-región del Gran Londres, que tiene una población de más de siete millones y medio de habitantes.
Este cargo, creado tras un referéndum en Londres, fue el primer cargo de alcalde elegido directamente en el Reino Unido. Es elegido por voto suplementario (se vota al candidato de primera preferencia y al de segunda) para una legislatura de cuatro años a partir de las elecciones. Desde el 7 de mayo de 2016, el Laborista Sadiq Khan ostenta este cargo, que antes pertenecía a Boris Johnson, alcalde desde 4 de mayo de 2008.
El alcalde de Londres (en inglés, Mayor of London) es conocido también como London Mayor, para evitar confundirse con la máxima autoridad de la ciudad de Londres (área central originaria del Londres del siglo XIII), denominado el lord alcalde de Londres (en inglés, Lord Mayor of London).

## Lista de alcaldes de Londres
| Nombre | Nombre          | Foto                | Período                             | Partido político        |
| ------ | --------------- | ------------------- | ----------------------------------- | ----------------------- |
|        | Ken Livingstone |                     | 4 de mayo de 2000-4 de mayo de 2008 | Independiente 2000–2004 |
|        | Ken Livingstone | Laborista 2004–2008 | 4 de mayo de 2000-4 de mayo de 2008 |                         |
|        | Boris Johnson   |                     | 4 de mayo de 2008-7 de mayo de 2016 | Conservador             |
|        | Sadiq Khan      |                     | Desde el 7 de mayo de 2016          | Laborista               |

## Salario
El salario del alcalde de Londres ronda el salario de un ministro de Gobierno. Actualmente gana £143 911 al año.